# Johovo
Johovo es una localidad de Croacia en el municipio de Vojnić, condado de Karlovac.

## Geografía
Se encuentra a una altitud de 209 m s. n. m. a 88 km de la capital nacional, Zagreb.

## Demografía
En el censo 2011, el total de población de la localidad fue de 36 habitantes.
| Gráfica de población de Johovo 1857-2011                            |
|                                                                     |
| Según los censos de población de la oficina estadística de Croacia. |